# شاکر الشجاع
شاکر الشجاع (انگلیسی: Shaker Al-Shujaa؛ زادهٔ ۲ اوت ۱۹۷۲) یک ورزشکار اهل عربستان سعودی است.
از باشگاه‌هایی که در آن بازی کرده‌است می‌توان به باشگاه فوتبال الشباب عربستان سعودی و تیم ملی فوتبال عربستان سعودی اشاره کرد.